# Civitanova Marche
Civitanova Marche é uma comuna italiana da região dos Marche, província de Macerata, com cerca de  42 401 habitantes. Estende-se por uma área de 45 km², tendo uma densidade populacional de 851 hab/km². Faz fronteira com Montecosaro, Porto Sant'Elpidio (FM), Potenza Picena, Sant'Elpidio a Mare (FM).

## Demografia
| Variação demográfica do município entre 1861 e 2011                               |
|                                                                                   |
| Fonte: Istituto Nazionale di Statistica (ISTAT) - Elaboração gráfica da Wikipedia |